# Twin Freaks
Twin Freaks è un album nel quale hanno collaborato l'ex-Beatle Paul McCartney e il DJ e produttore discografico Freelance Hellraiser (Roy Kerr). L'album è stato pubblicato il 14 giugno del 2005.

## Storia e struttura
McCartney e Kerr crearono questo doppio vinile come estensione della collaborazione di Kerr con McCartney in un tour del 2004. Kerr aveva precedentemente pubblicato l'album mashup A Stroke of Genius nel 2002. Il formato del mashup era un remix estremo nel quale due diverse esperienze musicali venivano mescolate.
Kerr eseguì una mezz'ora di tracce prima dei concerti di McCartney del 2004, nel quale Kerr remixò molte tracce in una poco usuale e spesso irriconoscibile forma. Twin Freaks è il risultato di queste manipolazioni.
Tutte le tracce di McCartney sono fortemente rivisitate e reinventate nel processo. L'album è stato pubblicato come doppio vinile e download digitale nel formato Windows Media Audio (WMA). La copertina e le immagini interne raffigurano dipinti che sono simili in toni e stile all'artista Willem de Kooning. McCartney conosceva questo artista, col quale condivideva un simile stile di pittura.
Really Love You e Lalula furono pubblicate assieme come un singolo doppio lato A.

## Tracce
1. Really Love You – 5:42
2. Long Haired Lady (Reprise) – 4:50
3. Rinse the Raindrops – 3:14
4. Darkroom – 2:30
5. Live and Let Die – 3:26
6. Temporary Secretary – 4:12
7. What's that You're Doing – 4:57
8. Oh Woman, Oh Why – 4:19
9. Mumbo – 5:24
10. Lalula – 4:25
11. Coming Up – 4:42
12. Maybe I'm Amazed – 6:12